# Ghostwire: Tokyo
Ghostwire: Tokyo – przygodowa gra akcji wyprodukowana przez studio Tango Gameworks i wydana 25 marca 2022 na platformach PlayStation 5 i Microsoft Windows oraz 12 kwietnia 2023 na Xbox Series X/S przez Bethesdę Softworks.

## Rozgrywka
Ghostwire: Tokyo to jednoosobowa gra akcji rozgrywana z perspektywy pierwszej osoby. Do dyspozycji gracza oddane zostają różne zdolności parapsychiczne oraz paranormalne, umożliwiające mu pokonanie duchów nawiedzających tytułowe miasto Tokio.
Reżyser mechaniki walki opisuje ją jako „karate spotykające magię” – postać gracza do rzucania zaklęć wykorzystuje ruchy dłoni inspirowane ćwiczeniami kuji-kiri. Kiedy wróg straci większość punktów życia, jego rdzeń zostaje odsłonięty, co pozwala na wykonanie ostatecznego ciosu umożliwiającego jego pokonanie. Pokonując wrogów gracz zyskuje punkty doświadczenia (punkty ducha – Yōkai) oraz zasoby umożliwiające rozwój prowadzonej przez niego postaci.

## Produkcja i wydanie
W czerwcu 2019 podczas trwającej wówczas konferencji prasowej firmy Bethesda Softworks na targach E3, pracownicy firmy Tango Gameworks – Shinji Mikami i dyrektorka kreatywna Ikumi Nakamura zapowiedzieli tytuł Ghostwire: Tokyo, stanowiący przygodową grę akcji z elementami horroru. We wrześniu Nakamura jednak opuściła firmę po dziewięciu latach pracy.
W porównaniu z inną grą tego samego wydawcy – The Evil Within – producenci położyli znacznie większy nacisk na gatunek przygodowej gry akcji, zamiast survival horroru. Shinichirō Hara, który pracował wcześniej nad mechaniką walki w grze Doom z 2016 roku, dołączył do Tango Gameworks, aby pomóc zespołowi projektującemu funkcjonalność walki skupionej na akcji. Jak określił, mechanika walki była w dużej mierze inspirowana sztukami walki oraz ćwiczeniami kuji-kiri, co umożliwiło zespołowi „włożenie znacznie więcej ruchu i osobowości w akcję gracza, ponieważ jego ręce są organicznymi przedłużeniami postaci”.
21 września 2020 firmy Bethesda Softworks (należąca ówcześnie do przedsiębiorstwa ZeniMax Media) oraz Tango Gameworks zostały przejęte przez firmę Microsoft za kwotę 7,5 miliarda dolarów i włączone do oddziału Xbox Game Studios. Szef studia Phil Spencer wydał oświadczenie, że zawarta umowa przejęcia nie wpłynie na plan wydawniczy Ghostwire: Tokyo, a gra początkowo pojawi się jako gra na wyłączność platformy PlayStation 5, by rok po jej premierze wydać ją także na konsolę Xbox Series X/S. Osoby, które zamówiły Edycję Deluxe w przedsprzedaży za pośrednictwem sklepu PlayStation Store, otrzymały wczesny dostęp do gry na trzy dni przed jej premierą.
15 marca 2023 ogłoszono, że gra pojawi się także na platformę Xbox Series X/S 12 kwietnia wraz z aktualizacją jej zawartości.

## Odbiór
Ghostwire: Tokyo otrzymało „ogólnie pochlebne” recenzje w agregatorze recenzji Metacritic.
Wśród recenzji pojawiła się krytyka niektórych niedopracowanych elementów gry oraz przestarzałej implementacji mechanik. Część redaktorów określiła produkcję jako „powrót do innej ery projektowania gier akcji”. Choć tytuł został odebrany pozytywnie, został uznany za grę docierającą raczej do wąskiej grupy docelowej graczy. Ponadto niektórzy recenzenci uznali grę za przekonującą z dobrze napisaną historią i postaciami, ale potencjał mechaniki w grze nie został w pełni wykorzystany.
Mechanika walki została poddana krytyce ze względu na brak zaimplementowania kombinacji uderzeń postaci, stan faktyczny podstawowego drzewa umiejętności, powolne i nieprecyzyjne ruchy, ale była chwalona za zachęcenie do zaangażowania w walkę, wrażenia z uderzeń oraz za sprzyjającą konfigurację kontrolera DualSense.
Gra w 2022 roku zdobyła nagrodę Award for Excellence podczas japońskiej ceremonii rozdania nagród Japan Game Awards. W maju 2023 Ghostwire: Tokyo osiągnęło próg czterech milionów graczy.